# アリストデモス (スパルタ人)
アリストデモス（希：Ἀριστόδημος, ラテン文字転記：Aristodemos, ？-紀元前479年）はペルシア戦争に参加したスパルタの戦士である。
アリストデモスは紀元前480年のテルモピュライの戦いに一旦参加したが、その時重い眼病を患っており、司令官のレオニダス1世の許可を得て、同じく病を患っていたエウリュトスという者と共に後方のアルペノイで床に臥せっていた。テルモピュライでスパルタ軍が玉砕する直前、エウリュトスは戦場に戻って他の兵士と共に戦死したのに対し、アリストデモスは臆して国に帰った。一説によるとアリストデモスはその時伝令を命じられて戦場を離れており、彼は遷延して生き延び、彼と共に伝令を命じられた者は戦場に戻って戦死したという。いずれにせよもう一人は戦死したにもかかわらず、一人のこのこと帰ってきたアリストデモスはスパルタ人たちから激しい糾弾を受けた。彼は「腰抜けアリストデモス」と呼ばれ、誰からも口を聞いてもらえず、火も貸してもらえない言わば村八分のような扱いを受けた。
翌紀元前479年のプラタイアの戦いにアリストデモスは参加し、素晴らしい働き振りを示して汚名を雪いで戦死した。しかし、誰がこの戦いでの一番の勇者であるかを決定する際、アリストデモスは明らかに死を望んで狂乱の状態で戦列から飛び出して大功を立てたのに対し、ポセイドニオスは死を望むこともなく大功を立てたとしてポセイドニオスが一番の勇者であると判断され、アリストデモスは名誉を顕彰されなかった。ヘロドトスはこの判定には嫉妬の念も混ざっているとしている。